# 常陸鴻巢站

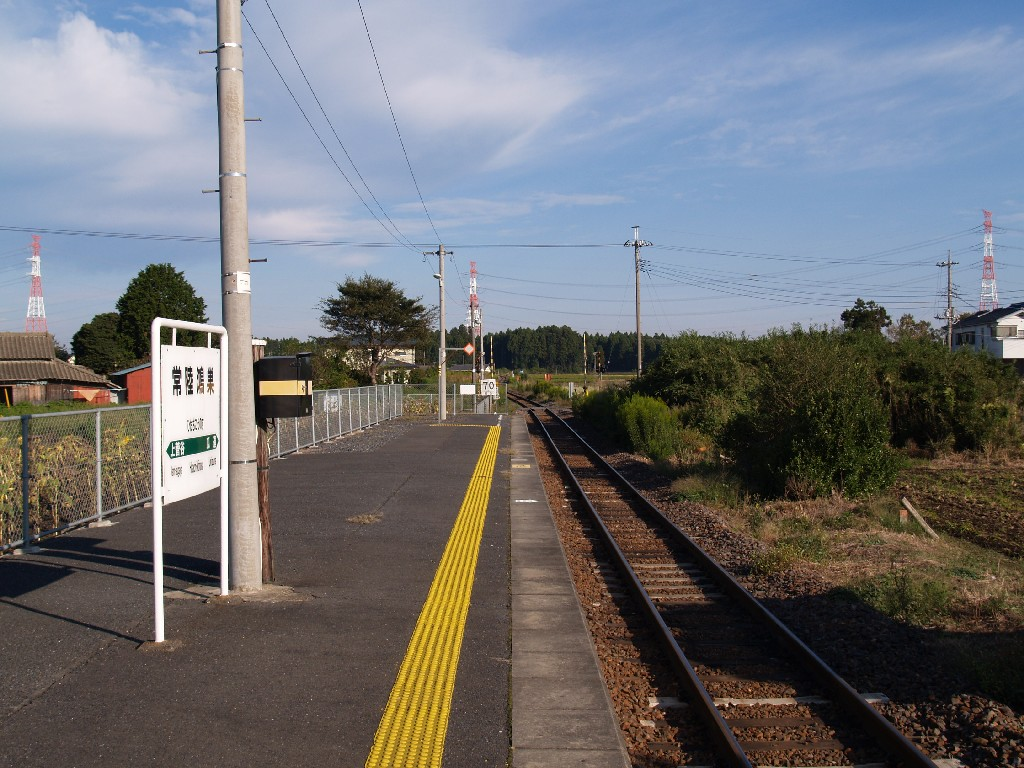
月台（2007年10月）

常陸鴻巢站（日语：／ Hitachi-Kōnosu eki */?）是位於茨城縣那珂市鴻巢1362號，東日本旅客鐵道（JR東日本）的水郡線車站。

## 歷史
- 1918年（大正7年）6月12日：水戶鐵道 (第二代)（日语：水戸鉄道 (2代)）車站啟用[1]。由於高崎線已經設有鴻巢站，因此冠上舊國名「常陸」。
- 1927年（昭和2年）12月1日：水戶鐵道被國有化（日语：鉄道敷設法）。成為國有鐵道車站[2]。
- 1962年（昭和37年）11月20日：結束貨物起卸業務。
- 1970年（昭和45年）10月1日：成為無人車站。成為無人車站（簡易委託）。在個人商店委托發售車票。
- 1987年（昭和62年）4月1日：伴隨國鐵分割民營化，車站由東日本旅客鐵道（JR東日本）營運[3]。
- 1992年（平成4年）7月31日：中止簡易委託。

## 車站構造
此站是地面車站，設有1面1線的單式月台。在月台後方設有側線，側線上停泊了維護路軌專用車輛。
此站是由上菅谷站管理的無人車站。此站的車站大樓名為「常陸鴻巢親睦車站大樓」，該處設有集會所。

## 車站周邊
- 那珂市立第三中學
- 那珂市立芳野小學
- 木內酒造（日语：木内酒造）
- 芳野簡易郵局
- 一條院 （页面存档备份，存于）
- 鷲神社 （页面存档备份，存于）

## 巴士路線
此站此站的巴士站是「常陸鴻巢站入口」。
| 乘車處 | 系統             | 主要途經                       | 目的地 | 巴士公司       | 備註                 |
| ------ | ---------------- | ------------------------------ | ------ | -------------- | -------------------- |
|        | 倭人綜合公園循環 | 那珂市政廳、上菅谷站           | 向陽   | 那珂市社區巴士 | 星期六及假日暫停服務 |
|        | 倭人綜合公園循環 | 瓜連站出口、倭人之湯、上菅谷站 | 向陽   | 那珂市社區巴士 | 星期六及假日暫停服務 |

## 相鄰車站
東日本旅客鐵道（JR東日本）
■水郡線
上菅谷－常陸鴻巢－*常陸中里－瓜連
*刪除線指廢站

## 注腳
1. ↑  「軽便鉄道運輸開始」『官報』1918年6月15日（國立國會圖書館數碼化收藏）
2. ↑  「鉄道省告示第270・271号」『官報』1927年11月21日（國立國會圖書館數碼化收藏）
3. ↑  『交通年鑑 昭和63年版』 交通協力會，1988年3月。

## 外部連結
- 車站資訊（常陸鴻巢）：東日本旅客鐵道（日語）